# Paleobiology Database
Paleobiology Database («Base de Datos Paleobiológica») es un sitio web especializado que contiene información sobre la distribución y clasificación de animales, plantas y microorganismos fósiles. La base de datos se enriquece regularmente con los aportes de científicos del mundo entero: investigadores, historiadores, paleobiólogos, biólogos y otros profesionales que han estudiado la taxonomía, paleontología, entre otros. Esta información también es proporcionada por museos, instituciones y universidades.
La base de datos en línea Paleobiology Database está mundialmente reconocida como un recurso científico de libre acceso.

## Historia
La base de datos fue fundada en el año 2000 por la Fundación Nacional de Ciencias y el Consejo de Investigación Australiano (del inglés: Australian Research Council). Desde 2000 hasta 2012 ha sido la sede del National Center for Ecological Analysis and Synthesis, un centro interdisciplinar de investigación con la colaboración de la Universidad de California. Actualmente su sede se encuentra en la Universidad de Macquarie y es supervisada por un comité internacional formado por quienes más datos aportan a la base.

## Investigadores
Esta es una lista no exhaustiva de los investigadores que contribuyen en el proyecto:
- Martin Aberhan, Museo de Historia Natural de Berlín
- John Alroy, Universidad de Macquarie
- Chris Beard, Museo Carnegie de Historia Natural
- Kay Behrensmeyer, Instituto Smithsoniano
- David Bottjer, Universidad del Sur de California
- Richard Butler, Bayerische Staatssammlung für Paläontologie und Geologie
- Matt Carrano, Instituto Smithsoniano
- Fabrizio Cecca, Universidad Pierre y Marie Curie
- Matthew Clapham, Universidad de California en Santa Cruz
- Bill DiMichele, Instituto Smithsoniano
- Michael Foote, Universidad de Chicago
- Austin Hendy, Instituto Smithsoniano de Investigaciones Tropicales
- Steve Holland, Universidad de Georgia
- Wolfgang Kiessling, Museo de Historia Natural de Berlín
- Charles Marshall, Universidad de California en Berkeley
- Alistair McGowan, Universidad de Glasgow
- Arnie Miller, Universidad de Cincinnati
- Johannes Müller, Museo de Historia Natural de Berlín
- Mark Patzkowsky, Universidad Estatal de Pensilvania
- Hermann Pfefferkorn, Universidad de Pensilvania
- Ashwini Srivastava, Instituto de Paleobotánica Birbal Sahni
- Alan Turner, Universidad John Moores
- Mark D. Uhen, Universidad George Mason
- Loïc Vilier, Universidad de Provenza
- Peter J. Wagner, Instituto Smithsoniano
- Xiaoming Wang, Museo de Historia Natural del Condado de Los Ángeles
- Robin Whatley, Instituto Smithsoniano
- Scott Wing, Instituto Smithsoniano

## Instituciones
Esta es una lista no exhaustiva de las instituciones y organismos que contribuyen en el proyecto:
- All-Russian Geological Research Institute
- Geological Research Institute
- Bayerische Staatssammlung für Paläontologie und Geologie
- Universidad Benedictina
- Universidad de Binghamton
- Birbal Sahni Institute of Palaeobotany
- Museo Carnegie de Historia Natural
- Universidad Case de la Reserva Occidental
- Colby College
- College of William and Mary
- Denver Museum of Nature and Science
- Museo Field de Historia Natural
- Universidad George Mason
- Universidad de Harvard
- Museo de Historia Natural de Hungría
- Museo de Historia Natural de Berlín
- Centro Nacional para la Información Biotecnológica
- Museo de Historia Natural del Condado de Los Ángeles
- Universidad Estatal de Ohio
- Universidad Estatal de Pensilvania
- Universidad de Pensilvania
- Instituto Smithsoniano
- Instituto Smithsoniano de Investigaciones Tropicales
- Universidad de Provenza
- Universidad de California en Berkeley
- Universidad de California en Santa Cruz
- Universidad de Chicago
- Universidad de Cincinnati
- Universidad de la Florida
- Universidad de Georgia
- Universidad del Sur de California
- Universidad de Texas
- Universidad de Washington
- Universidad de Wisconsin-Madison
- Universidad de Wurzburgo
- Universidad Yale